# Saint-Brevin-les-Pins
Saint-Brevin-les-Pins är en kommun i departementet Loire-Atlantique i regionen Pays de la Loire i nordvästra Frankrike. Kommunen ligger i kantonen Paimbœuf som tillhör arrondissementet Saint-Nazaire. År 2022 hade Saint-Brevin-les-Pins 14 645 invånare.

## Befolkningsutveckling
Antalet invånare i kommunen Saint-Brevin-les-Pins
| Referens: INSEE |